# Atom (dolç turc)
L'atom és una mena de merenga dolça turca, comuna i tradicional a la ciutat i província de Samsun. Es prepara a base de clara d'ou, aigua i sucre en forns de pa convencionals a foc de llenya. Es distingeix de les altres merengues de Turquia (beze en turc) per ser més gran i amb el sucre cuit que surt del dolç com si aparentés ser or.
Són unes postres tipiques del Ramadà a Samsun i environs i s'exporten tant a d'altres ciutats de Turquia, com també a l'exterior. Segons els mestres pastissers d'atom, és un dolç del Ramadà perquè els forns empren el rovell d'ou per a fer ramazan pidesi i, en canvi, la clara s'aprofita per a l'atom.